# WTA German Open 2022
WTA German Open 2022 (còn được biết đến với bett1open vì lý do tài trợ) là một giải quần vợt chuyên nghiệp thi đấu trên mặt sân cỏ ngoài trời tại Rot-Weiss Tennis Club ở Berlin, Đức từ ngày 13 đến ngày 19 tháng 6 năm 2022. Đây là lần thứ 95 giải đấu được tổ chức và là một phần của WTA 500 trong WTA Tour 2022.

## Điểm và tiền thưởng

### Phân phối điểm
| Sự kiện | VĐ  | CK  | BK  | TK  | Vòng 1/16 | Vòng 1/32 | Q  | Q2 | Q1 |
| Đơn nữ  | 470 | 305 | 185 | 100 | 55        | 1         | 25 | 13 | 1  |
| Đôi nữ  | 470 | 305 | 185 | 100 | 1         | —         | —  | —  | —  |

## Nội dung đơn

### Hạt giống
| Quốc gia | Tay vợt           | Xếp hạng | Hạt giống |
| -------- | ----------------- | -------- | --------- |
| TUN      | Ons Jabeur        | 4        | 1         |
| GRE      | Maria Sakkari     | 5        | 2         |
|          | Aryna Sabalenka   | 6        | 3         |
| CZE      | Karolína Plíšková | 7        | 4         |
| ESP      | Garbiñe Muguruza  | 10       | 5         |
|          | Daria Kasatkina   | 12       | 6         |
| USA      | Coco Gauff        | 13       | 7         |
| SUI      | Belinda Bencic    | 17       | 8         |

- Bảng xếp hạng vào ngày 6 tháng 6 năm 2022.[2]

### Vận động viên khác
Đặc cách:
- Anna Kalinskaya
- Jule Niemeier

Bảo toàn thứ hạng:
- Bianca Andreescu
- Karolína Muchová

Vượt qua vòng loại:
- Anastasia Gasanova
- Léolia Jeanjean
- Tamara Korpatsch
- Alycia Parks
- Daria Saville
- Wang Xinyu

### Rút lui
Trước giải đấu
- Victoria Azarenka → thay thế bởi  Kaia Kanepi
- Paula Badosa → thay thế bởi  Aliaksandra Sasnovich
- Danielle Collins → thay thế bởi  Liudmila Samsonova
- Leylah Fernandez → thay thế bởi  Ekaterina Alexandrova
- Sofia Kenin → thay thế bởi  Veronika Kudermetova
- Madison Keys → thay thế bởi  Kateřina Siniaková
- Anett Kontaveit → thay thế bởi  Andrea Petkovic
- Jessica Pegula → thay thế bởi  Anhelina Kalinina
- Elena Rybakina → thay thế bởi  Ann Li
- Iga Świątek → thay thế bởi  Alizé Cornet

## Nội dung đôi

### Hạt giống
| Quốc gia | Tay vợt            | Quốc gia | Tay vợt            | Xếp hạng1 | Hạt giống |
| -------- | ------------------ | -------- | ------------------ | --------- | --------- |
| AUS      | Storm Sanders      | CZE      | Kateřina Siniaková | 20        | 1         |
| CAN      | Gabriela Dabrowski | MEX      | Giuliana Olmos     | 20        | 2         |
| USA      | Asia Muhammad      | JPN      | Ena Shibahara      | 43        | 3         |
| CHI      | Alexa Guarachi     | SLO      | Andreja Klepač     | 46        | 4         |

- 1 Bảng xếp hạng vào ngày 6 tháng 6 năm 2022.

### Vận động viên khác
Đặc cách:
- Bianca Andreescu /  Sabine Lisicki
- Jule Niemeier /  Andrea Petkovic

Thay thế:
- Han Xinyun /  Alexandra Panova

### Rút lui
Trước giải đấu
- Natela Dzalamidze /  Kamilla Rakhimova → thay thế bởi  Kaitlyn Christian /  Lidziya Marozava
- Desirae Krawczyk /  Demi Schuurs → thay thế bởi  Anna Kalinskaya /   Desirae Krawczyk
- Veronika Kudermetova /  Aryna Sabalenka → thay thế bởi  Han Xinyun /  Alexandra Panova

## Nhà vô địch

### Đơn
- Ons Jabeur đánh bại  Belinda Bencic, 6–3, 2–1, bỏ cuộc

### Đôi
- Storm Sanders /  Kateřina Siniaková đánh bại  Alizé Cornet /  Jil Teichmann 6–4, 6–3

## Liên ekest ngoài
- Trang web chính thức Lưu trữ ngày 21 tháng 6 năm 2021 tại Wayback Machine
- Trang web trên WTA

Bản mẫu:WTA German Open tournaments